# Izabela od Sabrana
Izabela od Sabrana (grč. Ισαβέλλα ντε Σαμπράν, šp. Isabel de Sabran; 1297. – 7. svibnja 1315.) bila je španjolska plemkinja francuskog podrijetla, princeza Mallorce.
Bila je kći (jedino dijete) gospe Margarete od Villehardouina i njezinog supruga, lorda Isnarda od Ansouisa te nećakinja gospe Izabele. Bila je opisana kao iznimno lijepa osoba.
Godine 1314. gospa Izabela se udala za princa Ferdinanda od Mallorce. Njihovo je jedino dijete bio kralj Jakov III. od Mallorce (Jaume), kojeg je majka rodila 5. travnja 1315. Iste godine je umrla.